# Jan Mrugacz
Jan Mrugacz (ur. 6 marca 1915 w Kleczy Dolnej, zm. 11 lipca 2002 w Warszawie) – polski duchowny rzymskokatolicki, kapelan wojskowy.

## Życiorys
Od sierpnia 1944 służył w ludowym Wojsku Polskim, był kapelanem w szeregach 4 Brygady Saperskiej w składzie 2 Armii Wojska Polskiego. Po wojnie od 1947 był kapelanem 1 Warszawskiej Dywizji Piechoty w Legionowie. Był proboszczem garnizonowej wojskowej parafii św. Józefa Oblubieńca Najświętszej Maryi Panny w Legionowie do 1983. Udzielał się w życiu społecznym miasta, m.in. działał w Społecznym Komitecie Budowy Stadionu klubu piłkarskiego Legionovia Legionowo, oddanego do użytku w 1964. W 1952 był w stopniu majora, później awansowany na pułkownika. Na emeryturze był kapelanem honorowym Kapelana Wojsk Inżynieryjnych WP i Związku Ociemniałych Żołnierzy RP. W stopniu pułkownika był zastępcą dziekana Wojska Polskiego.
Zmarł 11 lipca 2002. Pogrzeb odbył się 17 lipca tego roku w katedrze polowej przy ul. Długiej w Warszawie. Został pochowany na Cmentarzu Wojskowym na Powązkach w Warszawie (kwatera EII-3-6).

## Odznaczenia i wyróżnienia
- Krzyż Komandorski Orderu Odrodzenia Polski (1969)[4]
- Krzyż Oficerski Orderu Odrodzenia Polski (uchwałą Rady Państwa z 19 lipca 1954, w 10 rocznicę Polski Ludowej za zasługi w pracy społecznej)[5]
- Złoty Krzyż Zasługi (postanowieniem prezydenta Bolesława Bieruta z 22 lipca 1952, za działalność społeczną)[6]
- Tytuł honorowego obywatela Legionowa (29 kwietnia 1998)
- ul. ks. płk. Jana Mrugacza w Legionowie[7]
- Stadion Miejski im. ks. płk. Jana Mrugacza w Legionowie[8]